# Mettalamptjärnen
Mettalamptjärnen är en sjö i Nordanstigs kommun i Hälsingland och ingår i Delångersåns huvudavrinningsområde. Sjön har en area på 0,0631 kvadratkilometer och ligger 380 meter över havet. Mettalamptjärnen ligger i Hagåsen Natura 2000-område.

## Delavrinningsområde
Mettalamptjärnen ingår i det delavrinningsområde (690250-151938) som SMHI kallar för Inloppet i Rånkastjärnen. Medelhöjden är 426 meter över havet och ytan är 3,56 kvadratkilometer. Det finns inga avrinningsområden uppströms utan avrinningsområdet är högsta punkten. Vattendraget som avvattnar avrinningsområdet har biflödesordning 2, vilket innebär att vattnet flödar genom totalt 2 vattendrag innan det når havet efter 130 kilometer. Avrinningsområdet består mestadels av skog (97 procent). Avrinningsområdet har 0,06 kvadratkilometer vattenytor vilket ger det en sjöprocent på 1,8 procent.